# 堺市立第二商業高等学校
堺市立第二商業高等学校（さかいしりつ だいにしょうぎょうこうとうがっこう）は、かつて大阪府堺市堺区にあった定時制の公立商業高等学校。

## 概要
1940年に堺市立堺第二商業学校として創立。全日制の堺市立商業高等学校と敷地を共有し、定時制課程を単独で設置していた。
堺市の高等学校統廃合計画により堺市立堺高等学校へ統合されることが決まり、2008年以降の募集を停止。在校生が卒業する2011年3月に閉校した。
2010年4月に堺市立堺高等学校敷地に移転、最後の1年間のみ堺市立堺高等学校と校舎を共用していた。旧学校敷地は関西大学堺キャンパスとなった。

## 沿革
1940年に夜間課程の堺市立堺第二商業学校として、堺市立堺商業学校（のちの堺市立商業高等学校）に併設されたことが学校の起源となっている。堺市立堺第二商業学校は1942年に募集停止となり、1948年に新制高等学校・堺市立商業高等学校夜間課程（定時制課程）として募集を再開している。学校では創立を、堺市立堺第二商業学校発足時の1940年としている。
1952年には堺市立商業高等学校から定時制課程を分離し、堺市立第二商業高等学校として独立開校した。
2008年度に当校を含む堺市立の高等学校4校を統合し、堺市立工業高等学校・堺市立第二工業高等学校の敷地に、全日制・定時制を併設する堺市立堺高等学校を設置することになった。当校は2008年度から募集停止となり、新学校の「マネジメント創造科」に教育機能が継承されることになった。

### 年表
- 1940年 - 堺市立堺商業学校内に夜間課程の堺市立堺第二商業学校を併設。
- 1942年 - 堺市立堺第二商業学校を募集停止。
- 1948年4月1日 - 学制改革により、堺市立商業高等学校が発足。
- 1948年5月1日 - 堺市立商業高等学校夜間課程が発足。
- 1950年 - 夜間課程を定時制課程に改称。
- 1952年 - 定時制課程が独立、堺市立第二商業高等学校として開校。
- 2008年4月 - 堺市立堺高等学校への統合に伴い、新入生の募集を停止。
- 2010年4月 - 堺市立堺高等学校敷地（堺市堺区向陵東町1丁10番1号）へ移転。
- 2011年2月28日 - 閉校式を実施。
- 2011年3月 - 閉校。

## 交通
- 南海高野線 浅香山駅 東へすぐ。

ただし、2010年4月 - 2011年3月は下記のとおり。
- JR西日本阪和線・南海高野線 三国ヶ丘駅下車、東500m。
- 南海高野線 百舌鳥八幡駅下車、北西へ約500m。